# Ján Mičovský
Ján Mičovský (* 26. prosince 1954) je slovenský lesník, protikorupční aktivista, v letech 2020–2021 ministr zemědělství a rozvoje venkova Slovenska.

## Vzdělání a zaměstnání
V roce 1974 ukončil studium na dřevařské průmyslovce ve Zvolenu. V roce 1980 ukončil studium na Lesnické fakultě Vysoké školy lesnické a dřevařské ve Zvolenu (dnešní Technická fakulta). V roce 1990 absolvoval Lesnickou fakultu Vysoké školy zemědělské v Brně (dnešní Mendelova univerzita v Brně). Do roku 1998 pracoval ve východoslovenských lesích v závodech v Medzilaborce a Humenné. Poté pracoval tři roky ve společnosti Burza GOLD, s.r.o. a do roku 2001 ve státním podniku Lesy Slovenské republiky. Později pracoval pro Magistrát města Košice.

## Aktivismus
V roce 2009 upozornil na neefektivní nakládání s majetkem svého zaměstnavatele, Lesů SR.
„Za principiální a morální postoj, neúnavnost a schopnost mobilizovat veřejnou pozornost a podporu tomuto případu“ byl oceněn cenou Biela vrana za rok 2010.
V březnu 2014 podal s Otou Žarnayom trestní oznámení na Lesy SR za nehospodárné použití peněz. Následně však byl propuštěn z práce.
V prosinci 2014 Mičovský znovu upozornil na opětovné manipulování s veřejnými zakázkami odvozu dřeva. Pravidla soutěže byly podle něj nastaveny tak, aby profitovali pouze velcí odvozci. Cena odvozu stoupla ze 4,26 € za metr krychlový dřeva na 6,33 € za totéž množství. Při odvozu 1,3 milionu metrů krychlových tak vznikl rozdíl až 11 milionů €. Lesy SR něj následně podali trestní oznámení za pomluvu.

### Parlamentní působení
Ve volbách do NR SR v březnu 2012 kandidoval na 10. místě kandidátky OĽaNO. Ziskem 6 827 preferenčních hlasů se v nich dostal na mandátové 11. místo.
Ve volbách do NR SR v březnu 2016 kandidoval na 144. místě kandidátky OĽaNO. Získal 5 574 preferenčních hlasů a nedosáhl hranici potřebnou pro zvolení do parlamentu.
Ve volbách do NR SR v únoru 2020 kandidoval na 8. místě kandidátky OĽaNO. Získal 12 488 preferenčních hlasů a umístil se tak na mandátové 18. místo.

### Vládní angažmá
Dne 21. března byl jmenován ministrem zemědělství a rozvoje venkova SR v nové vládě Igora Matoviče.
V květnu 2021 byla obviněna z korupce a vazebně stíhána generální ředitelka Slovenského pozemkového fondu Gabriela Bartošová. Poté, co ministerstvo zemědělství přijalo její rezignaci, 25. května 2021 Mičovský oznámil, že odstoupí z funkce ministra. Ačkoli ministerstvo zemědělství není nadřízeným orgánem Pozemkového fondu, rozhodl se tak proto, že Bartošovou do funkce doporučil. S odstupem času si rezignaci rozmyslel a ve funkci ministra zemědělství hodlal pokračovat, avšak prezidentka Čaputová demisi přijala a ministrem jmenovala Samuela Vlčana.